# Нешо Филипович
Хаджи Нешо Филипович е пиротски търговец, революционер, коджабашия и преселник в София с част от своето семейство.

## Биография
Роден в гр. Пирот през 18 век в тогавашната Османска империя. Написва подробни спомени от поклонническо пътуване до Божи гроб от 1768 г.  Със съпругата си Цона имат двама сина, Костадин и Манол (в сръбски източници срещани и като Константин и Маноjло Хаџи-Нешић), и дъщеря Агна. Към 1825 г. хаджи Нешо е съдържател на първата известна на изследователите кръчма в Пирот. Занимава се с търговия на сол.

### Пиротско въстание
Глоби, непосилни данъци и своеволия влошават социално-икономическото положение на християнското население в Пиротско през 30-те години на 19 век. В сговор с аянина Махмуд, виновник за злоупотребите в областта, действа патриаршисткият нишавски митрополит Йероним, про-турски настроен грък. Заради общата несигурност през 1835 г. местни жители се настаняват временно около гр. Гургусовъц, отстъпен с областта Тимошко на Княжество Сърбия две години по-рано. Синовете на хаджи Нешо, вече виден пиротски гражданин и влиятелен търговец, също преминават турско-сръбската граница. По-късно през януари 1836 г. и той се присъединява към тях. Започналите мирни преговори между османските власти и бежанците водят до назначаването на хаджи Нешо за коджабашия на Пирот, а аянинът следва да се допитва до него при вземане на управленски решения. Преселниците от Пиротско трябва да потеглят обратно към родните си места в рамките на споразумението. При завръщането си в града хаджи Нешо разпраща съобщение до първенците в окръга с покана да обсъдят заедно на място новосъздалото се положение. За няколко дни около Пирот се събират близо 8,000 души от съседните села. Пристигналото множество създава тревога у османската власт в града. Между делегация от селските първенци начело с хаджи Нешо и турски части в Пирот започва престрелка, която завършва с жертви. Напрежението е временно овладяно. Опит да поднови бунтовете през август 1836 г. прави пиротчанин бивш полицейски служител в Гургусовъц на име Цветко. Сръбските власти го примамват с престорена покана за разговори. Отделен умишлено от въоръжените си последователи, Цветко е задържан и по заповед на сърбите убит по мъчителен начин при показна екзекуция в местността Глог на тогавашната сръбско-турска граница. С това въстаническите действия затихват.

### Хаджи-Нешови в София
Хаджи Нешо се преселва в София през 1850 г. Повод става опит за убийство на сина му Костадин, като вместо него е застрелян по погрешка друг човек. В бъдещата българска столица продължава започнатата си в Пирот епитропска дейност. В кондиката за спомоществования за новия храм Света Неделя е отбелязано, че „господин хаджи Нешо Филипович“ дарява за градежа 1,500 гроша. Най-малко десетилетие по-рано другият му син Манол също се установява в София. Служи към църквата Света Петка Стара като певец, преписвач на минеи и тайно от турската власт учи деца на „буквар, наустница, псалтир, граматика“ през 40-те години на 19 век. От сина си Манол хаджи Нешо има двама внука – Кръстьо и Тодор.
Кръстьо Нешов e роден около 1849 г. Учи при Сава Филаретов. Поддържа кореспонденция с пиротчанина Спас Вацов, който по това време учи в Загреб. В отделни писма му съобщава за важни събития от предосвобожденска София, като ареста на местни революционери, и последвалото обесване на Димитър Общи. В резултат на Санстефанския мирен договор е взето решение да бъде изпратен благодарствен адрес от българите до руския цар. За целта временното управление създава комисия, която да събира подписи от населението в различните краища. Като неин член Кръстьо Нешов е изпратен от София за Пирот. Макар сръбските власти да се опитват да осуетят неговите контакти с местните първенци, те получават предварително инструкциите му и съумяват тайно да изготвят телеграма с 2,000 подписа. Адресът от Пирот, който съдържа оплаквания от наложеното сръбско управление, е изнесен от града без знанието на сърбите и представен в Сан Стефано от пълномощник на пиротчани. След 1878 г. Кръстъо Нешов е съдия и следовател при Софийски окръжен съд. Почива ненадейно в Цариброд в края на 1894 г.
Тодор Нешов е заможен софийски търговец. През 1873 г. посещава в затвор в Цариград свой приятел революционер от софийското с. Желява, комуто предстои заточение в Диарбекир. Съосновател е на „Българското строително дружество“. Създадено през 1895 г. с капитал от 1,095 млн. лeва, то има за цел да подпомогне изграждането на жп линията София-Вакарел-Цариброд. Тодор Нешов участва в дружеството с 40 акции на стойност 40 000 лева.